# Джекет
Джекет — пристрій з прозорого матеріалу, що має комірки, призначені для зберігання у них змонтованих мікрофільмів. Складається з верхньої та нижньої прямокутних панелей з гнучкого синтетичного пластику та пластикових ребер, сформованих на місці вздовж паралельних ліній між панелями та з'єднаних з ними як єдине ціле, щоб підтримувати панелі на відстані та утворювати відкриті канали, ширина яких фактично дорівнює ширині смуг. Товщина ребер по суті дорівнює товщині смуг, завдяки чому смуги щільно утримуються в каналах.